# Crepidium reineckeanum
Crepidium reineckeanum là một loài thực vật có hoa trong họ Lan. Loài này được (Kraenzl.) M.A.Clem. & D.L.Jones mô tả khoa học đầu tiên năm 1996.